# Мазут
Мазут је тешко лож уље ниског квалитета, које се користи у производним постројењима и сличним применама. У Сједињеним Државама и западној Европи мазут се меша или разграђује, а крајњи је производ дизел.
Мазут се користи за грејање кућа у земљама бившег Совјетског Савеза и у земљама Далеког истока које немају постројења за мешање или разбијање у конвенционалније петрохемијске хемикалије. На западу, пећи које сагоријевају мазут обично се називају грејачи на отпадно уље или пећи на отпадно уље.
Мазут-100 је лож уље које се производи по руским ГОСТ спецификацијама, на пример ГОСТ 10585-75 (није активно) или ГОСТ 10585-99 нафтно гориво. мазут. Мазут се готово искључиво производи у Руској Федерацији, Казахстану, Азербејџану и Туркменистану. Овај производ се обично користи за веће котлове у производњи паре, јер је енергетска вредност висока. Најважнији фактор при класификацији овог горива је садржај сумпора, на који највише може утицати изворна сировина. За потребе испоруке, овај производ се сматра производом „прљавог уља“, а пошто вискозност драстично утиче на то да ли га је могуће пумпати, испорука има јединствене захтеве. Мазут је много сличан нафти број 6 (лож уље), и део је производа који су преостали након испаравања бензина и лакших компоненти из сирове нафте.

## Типови Мазут-100 уља
Главна разлика између различитих врста Мазут-100 уља је садржај сумпора. Оцене су представљене овим нивоима сумпора:
- „Веома низак сумпор“ је мазут са садржајем сумпора од 0,5%

- „Ниски сумпор“ је мазут са садржајем сумпора од 0,5-1,0%

- „Нормални сумпор“ је мазут са садржајем сумпора од 1,0-2,0%

- „Високи сумпор“ је мазут са садржајем сумпора од 2,0 до 3,5%

Врло низак сумпорни мазут углавном се прави од сировина са најнижим сумпором. Има веома ограничен обим за извоз јер број произвођача у Руској Федерацији је ограничен. Рафинерије које то производе обично су у власништву највећих домаћих нафтних компанија, попут Лукоила и Роснефта, итд. У Руској Федерацији и Заједници Независних Држава (ЗНД) најмање 50% од укупно произведеног обима продаје се само домаћим потрошачима у Русији и ЗНД. Већину остатка резервирају државне квоте за компаније под контролом државе у иностранству. Преостали волумен за извоз продаје се према државним квотама, путем државних аукција, доступних само руским домаћим компанијама.
Мазут од ниског до високог сумпора доступан је из Русије и других земаља ЗНД (Казахстан, Азербејџан, Туркменистан). Техничке спецификације представљене су на исти начин, према руском ГОСТ стандарду 10585-99. Руски мазут захтева веће цене.